# Cantone di Le Plessis-Robinson
Il Cantone di Le Plessis-Robinson era una divisione amministrativa dell'arrondissement di Antony.
A seguito della riforma approvata con decreto del 26 febbraio 2014, che ha avuto attuazione dopo le elezioni dipartimentali del 2015, è stato soppresso.

## Composizione
Comprendeva parte del comune di Clamart ed il comune di Le Plessis-Robinson.